# Pseudotrigonidium sarasini
Pseudotrigonidium sarasini är en insektsart som beskrevs av Lucien Chopard 1915. Pseudotrigonidium sarasini ingår i släktet Pseudotrigonidium och familjen syrsor. Inga underarter finns listade i Catalogue of Life.